# Mount Donner
Mount Donner är ett berg i Kanada.   Det ligger i provinsen British Columbia, i den sydvästra delen av landet, 3 700 km väster om huvudstaden Ottawa. Toppen på Mount Donner är 1 802 meter över havet, eller 678 meter över den omgivande terrängen. Bredden vid basen är 10,9 km. Mount Donner ligger vid sjön Donner Lake.
Terrängen runt Mount Donner är huvudsakligen bergig, men åt sydost är den kuperad.Trakten runt Mount Donner är nära nog obefolkad, med mindre än två invånare per kvadratkilometer.. Det finns inga samhällen i närheten.
I omgivningarna runt Mount Donner växer i huvudsak barrskog.